# Parc national des Monts Dulcie
Le parc national des Monts Dulcie est un parc national du Territoire du Nord en Australie à 1 235 kilomètres au sud-est de Darwin.